# موراي بورين
موراي بورين (بالإنجليزية: Murray Boren)‏ هو ملحن أمريكي، ولد في 1950.

## وصلات خارجية
- موراي بورين على موقع ميوزك برينز (الإنجليزية)